# Pelmatosilpha lenti
Pelmatosilpha lenti är en kackerlacksart som beskrevs av Rocha e Silva och Guilherme A.M.Lopes 1976. Pelmatosilpha lenti ingår i släktet Pelmatosilpha och familjen storkackerlackor. Inga underarter finns listade i Catalogue of Life.